# 馮智活
馮智活（英語：Rev. Fr Fung Chi-wood，1956年8月23日—），香港聖公會牧師，聖多馬堂輔理聖品。前香港立法局新界北議員，於1980年代反對興建大亞灣核電站而著名。

## 簡歷

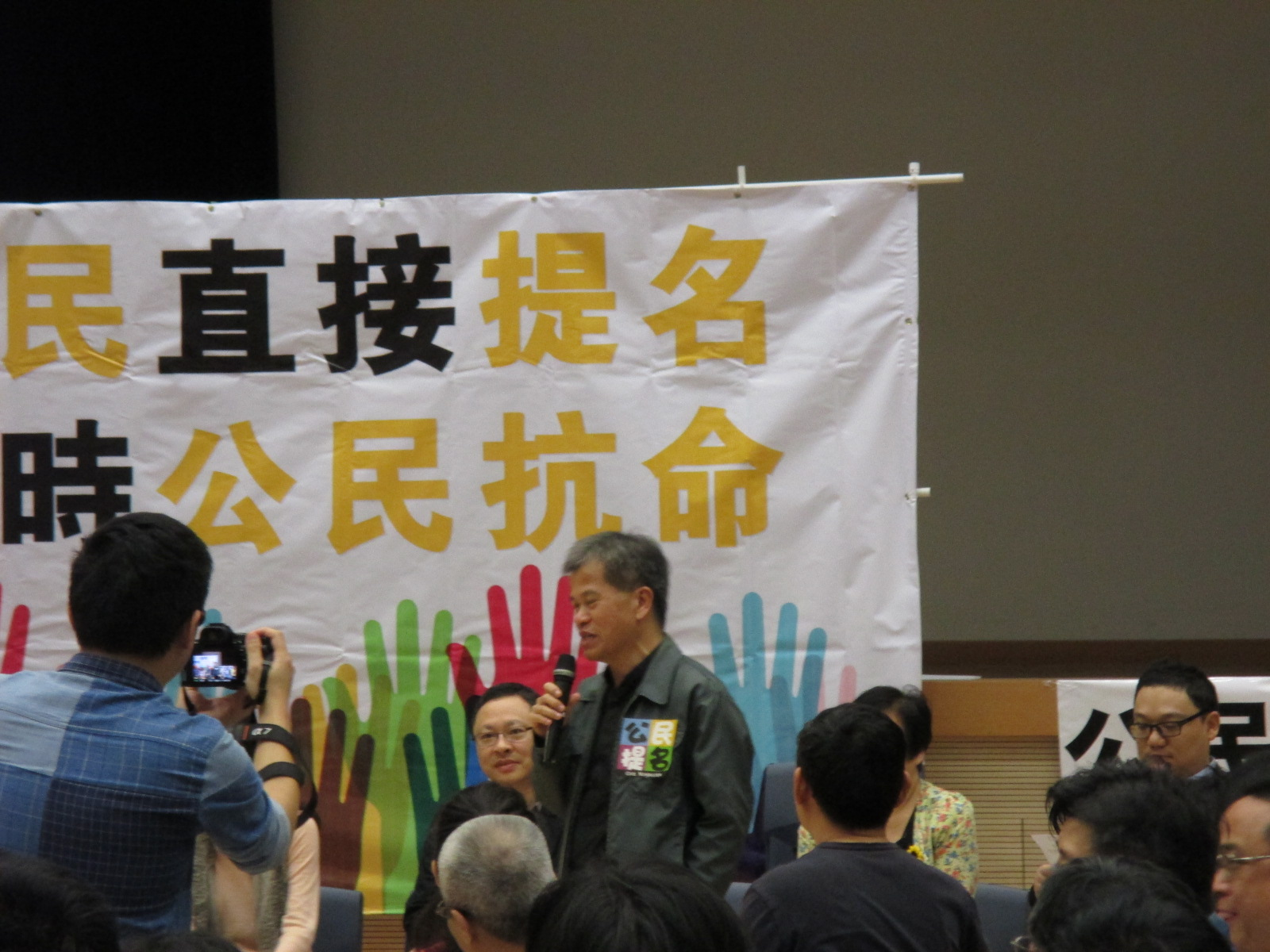
馮智活牧師，佔中後援會，紅磡大會。2014年4月12日。

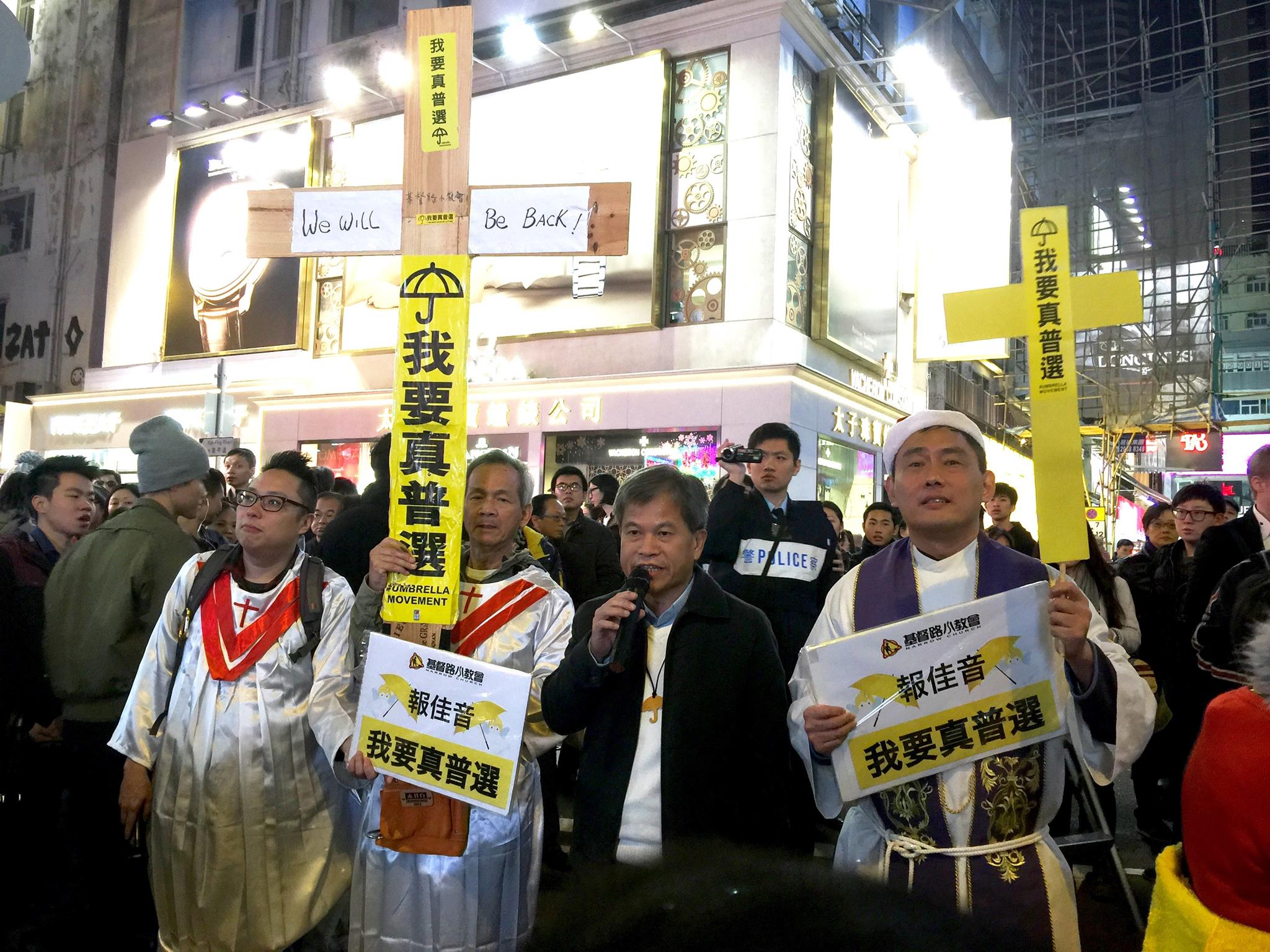
2014年12月20日，銅鑼灣，佔中後援會與基督路小教會的普選報佳音。馮智活牧師參與並發言。

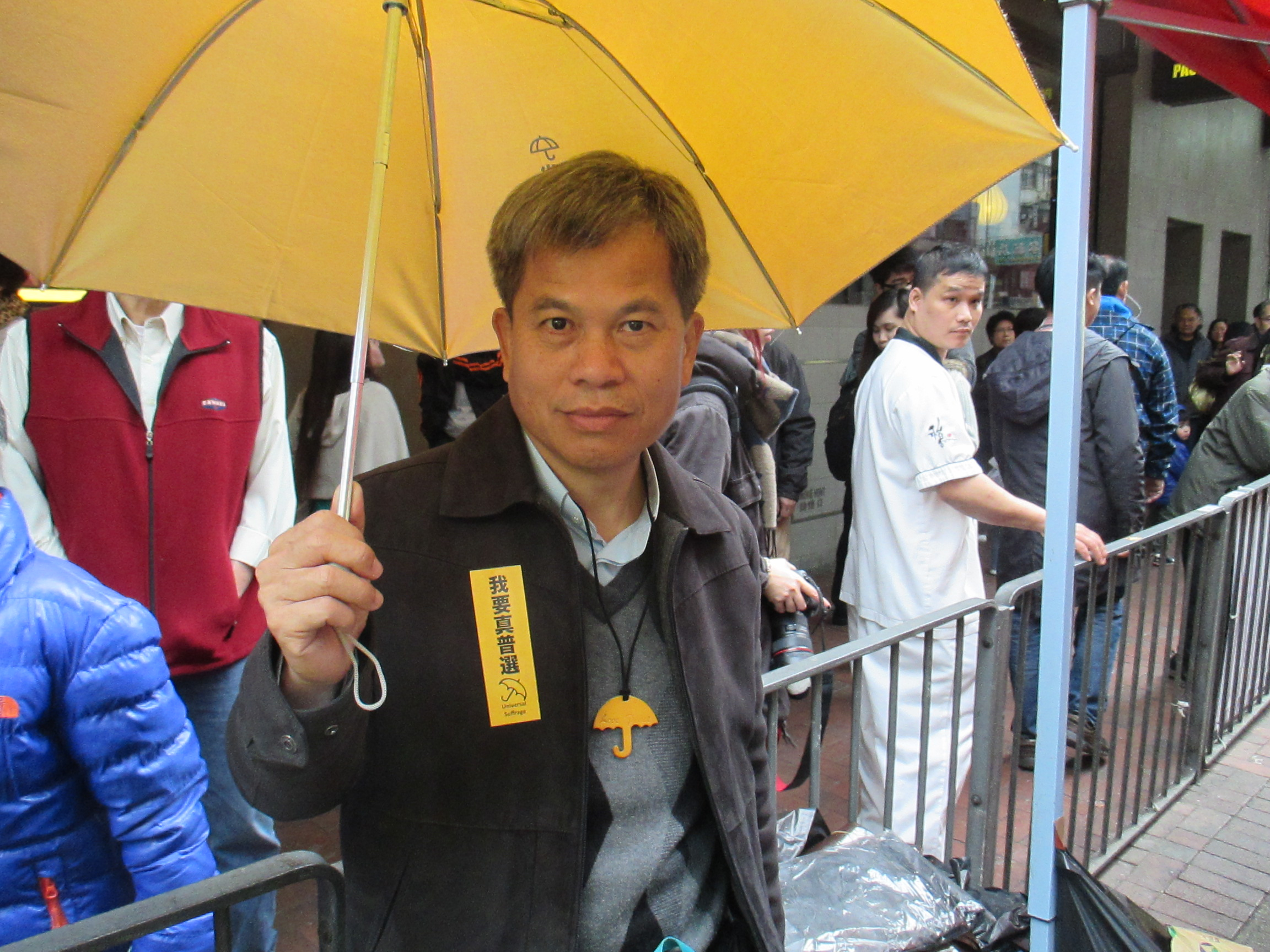
馮智活牧師。2015年元旦遊行。2015年2月1日。

馮牧師於1956年在香港出生，同年在聖公會聖三一堂接受洗禮，1973年接受堅信禮。
馮智活就讀於聖三一堂幼稚園（1963年畢業）、聖三一堂小學、聖芳濟書院和九龍工業學校。1979年在香港大學理學士畢業，其後在香港中文大學攻讀神學。
1982年按立為成為聖公會港澳教區會吏，1983年按立為牧師。馮智活歷任諸聖堂牧區助理、靈風堂主理牧師、諸聖堂義務牧師、基愛堂主任牧師，現任聖多馬堂輔理聖品。

## 反對興建大亞灣核電站
1981年，馮智活牧師參與香港基督徒學生運動，並得知中國大陸即將於鄰近香港、位于惠州市的大亞灣興建核電站，便開始關注有關問題。馮智活首先擔任「關注核能委員會」主席，其後更成為1986年成立的「爭取停建大亞灣核電廠聯席會議」之召集人暨發言人。「聯席會議」曾於兩個多月收集104萬個（約兩成香港市民）簽名交到北京當局，要求停建大亞灣核電站，惟最終無功而還。

## 政治生涯
馮牧師於1988年踏上從政之路，曾於當年香港區議會選舉參選沙田田心選區，與太平山學會之蔡根培一起當選，於翌年之區域市政局選舉沙田西選區不敵劉江華而落敗。
1988年12月，馮智活牧師抗議保守的「雙查方案」成為了主流意見，讓1997年後香港沒有民主，遂與浸會大學歷史系主任楊意龍發起50小時「馬拉松式」接力絕食。
1990年，馮牧師與民促會成員因抗議基本法草案民主成份不足，在旺角街頭示威，同時進行籌款，被裁定未經申請許可證而籌款（違反簡易程序治罪條例第4(17)條）、拒絕出示身份證（違反入境條例第17C(3)條）及阻礙公職人員（違反簡易程序治罪條例第23條）罪成，罰款750元。上訴後非法籌款及拒絕出示身份證兩罪獲高院改判無條件釋放，阻礙公職人員罪則維持判罰。
1991年區域市政局選舉，馮牧以港同盟身份於大埔區參選，成功擊敗自民聯的鄭俊平。
同年立法局選舉，馮牧師以最高票數取得新界北選區的首個議席（另一位當選者為匯點的狄志遠）。他於之後一屆的選舉未有尋求連任，不再參與政治選舉，但他仍有參與政治運動，曾是香港民主民生協進會、民主黨、社會民主論壇（1997-2002年）、前綫成員。而其馮智活網站也是發佈宗教哲學和社會運動訊息的主要平台之一。
2003年7月9日，馮智活牧師有份草議成立民主倒董力量，是創會成員。
2004年6月，由於商業電台烽煙節目主持、「名咀」鄭經翰被解僱，深感香港傳媒受中共魔爪壓逼，所以成立「香港人民廣播電台」，期望突破傳統傳媒被操控打壓的宿命。馮智活擔任香港人民廣播電台財政一職。
2011年，馮牧師因福島核災難而決定加入大亞灣民間監察會，再度投入監察大亞灣核電站之工作。
2013年3月，馮牧師響應戴耀廷教授「和平佔中」運動，宣佈不惜復出，不介意出任佔中一萬死士。
2013年七一遊行之後，馮牧應「民主倒梁力量」邀請，事隔廿五年，再度參與馬拉松接力絕食，為香港爭取真普選。
2014年4月12日，馮智活牧師出值佔中後援會，與張大衛牧師及梁君培牧師以示支持公民提名、對抗篩選。
2014年4月27日，馮智活牧師與香港基督徒學生運動，響應學界、宗教界、文化界等廿一團體，聯署支持學聯、學民思潮的「學界方案」，號召在「和平佔中」的全港市民電子公投投票支持「學界方案」。

## 外部連結
- 馮智活網站 （页面存档备份，存于）
- 「25年從未放心」 反核始祖重出江湖 （页面存档备份，存于），《明報》，2011年4月3日
- 馮智活講座摘要：綠色生活和人生感悟 （页面存档备份，存于），香港獨立媒體，2010年1月10日
- 台灣基督長老教會
- 同志神學
- 同性戀與基督教
- 楊雅惠牧師
- 張大衞牧師
- 梁君培牧師
- 基督路小教會